# Ariagona González
Ariagona González Pérez, née le 10 octobre 1978, est une femme politique espagnole membre du Parti socialiste ouvrier espagnol (PSOE).
Elle est élue députée de la circonscription électorale de Las Palmas à l'occasion des élections générales d'avril 2019.

## Biographie

### Formation et profession
Ariagona González réalise ses études à l'université de Las Palmas de Grande Canarie (ULPGC) entre 1996 et 2002, date à laquelle elle obtient une licence en sciences de la mer. Elle complète ensuite son parcours par l'obtention d'un master en aquaculture à l'université de Gand en Belgique en 2006, durant lequel elle se forme à la direction générale de la Pêche de la Commission européenne en 2004. Elle décroche son certificat d'aptitude pédagogique à l'université Alphonse X de Madrid en 2009.
Elle exerce des activités de formation en plongée et en aquaculture, notamment auprès de personnes sans emploi. Entre 2009 et 2015, elle est gérante d'une librairie sur l'île de Lanzarote.

### Conseillère du Cabildo
Ariagona González s'inscrit aux Jeunesses socialistes d'Espagne (JSE) à ses 18 ans en 1996. Dans l'optique des élections au cabildo insulaire de Lanzarote — qui ont lieu en même temps que les élections municipales — au mois de mai 2015, elle est investie en deuxième position sur la liste présentée par le Parti socialiste ouvrier espagnol et conduite par José Juan Cruz Saavedra,. Les cinq sièges remportés par le PSOE lui permettent de devenir conseillère au cabildo,.
Alors que la Coalition canarienne (CC) dirige le cabildo avec le Parti des indépendants de Lanzarote (PIL), le PSOE parvient à un accord avec CC en mars 2016 dans le but de donner davantage de stabilité à l'exécutif insulaire,. Par décrets publiés le 18 mars au Bulletin officiel de la province de Las Palmas, Pedro San Ginés, président nationaliste du cabildo, nomme les socialistes José Juan Cruz et Ariagona González respectivement premier et quatrième vice-présidents de l'institution. Alors que Cruz hérite du département de la Coordination de projets, de la Santé, des Transports et des Mobilités, Ariagona González prend en charge celui de l'Industrie, du Commerce et de l'Énergie.
À la fin du mois d'août 2017 et après plusieurs mois de tensions entre la Coalition canarienne et le PSOE au sujet de la privatisation des centres touristiques et la situation judiciaire de Pedro San Ginés, Dolores Corujo annonce la rupture de l'accord de gouvernement entre les deux partis et la démission de l'ensemble des conseillers socialistes de l'exécutif insulaire. La menace d'une motion de censure plane alors sur le gouvernement minoritaire de CC. En novembre 2017, González devient vice-secrétaire générale à l'Action politique et à la Communication de la nouvelle direction insulaire conduite par Dolores Corujo. De septembre 2018 à mai 2019, González devient professeure à l'IES San Bartolomé de Lanzarote.
Un temps pressentie comme candidate pour les élections au cabildo de mai 2019, Ariagona González concourt finalement en troisième position sur la liste de Dolores Corujo. Au soir du scrutin, le PSOE remporte le scrutin et Corujo est automatiquement portée à la présidence du cabildo insulaire. Cette dernière forme un gouvernement de coalition avec le Parti populaire de Jacobo Medina dans lequel Ariagona González dirige le département de l'Énergie et de l'Industrie,. Quelques jours plus tard, une nouvelle répartition des compétences ajoute le portefeuille du Commerce à ceux d'Ariagona González. Celui-ci lui est retiré par décret du 8 novembre 2019 au profit de la conseillère à l'Artisanat, au Commerce, à la Consommation et à la Santé, Carmen Guadalupe García ; González retrouve alors son portefeuille originel. Une nouvelle réorganisation des compétences a lieu en novembre 2022 entre González et Elena Solís, conseillère à l'Environnement proposée par Podemos : Solís perd la compétence de délivrance des autorisations audiovisuelles, sportives et culturelles d'événements devant se dérouler dans des milieux naturels au profit de González ; Solís étant compensée par la création d'une délégation en matière de souveraineté alimentaire et paysage.

### Députée nationale
Ariagona González se présente lors des élections générales de décembre 2015 comme candidate sénatoriale de la coalition formée par le PSOE et Nueva Canarias (NC) dans la circonscription de Lanzarote où un siège est à pourvoir. Avec environ 10 600 voix, elle se classe en deuxième position, accusant 300 suffrages de retard sur le candidat de Podemos José Ramón Galindo. De nouveau candidate pour le scrutin législatif anticipé de juin 2016, elle échoue une nouvelle fois à remporter le siège, qui revient cette fois au candidat conservateur Remigio Delgado,.
À l'approche des élections générales d'avril 2019, Ariagona González est investie en troisième position sur la liste présentée par le PSOE dans la circonscription de Las Palmas et conduite par Elena Máñez. Les trois sièges remportés par les socialistes lui permettent de faire son entrée au palais des Cortès où elle officie comme première secrétaire de la commission de la Transition écologique et porte-parole de son groupe à la commission de l'Agriculture, de la Pêche et de l'Alimentation aux côtés de María Luisa Faneca, en plus d'être membre de celle de la Science, de l'Innovation et de l'Enseignement supérieur.
Réélue lors du scrutin anticipé de novembre 2019, elle devient première secrétaire de la commission de la Politique territoriale et de la Fonction publique et porte-parole du groupe socialiste à la commission de l'Audit de la qualité démocratique. Après le 40e congrès fédéral du PSOE d'octobre 2021 et la réorganisation des responsabilités qui s'ensuit, Ariagona González quitte ses fonctions à la commission de l'Audit de la qualité démocratique pour devenir porte-parole socialiste à la Pêche au sein de la commission de l'Agriculture, de la Pêche et de l'Alimentation,.